# نوئل فریمن
نوئل فریمن (انگلیسی: Noel Freeman؛ زادهٔ ۲۴ دسامبر ۱۹۳۸) ورزشکار دو و میدانی اهل استرالیا است.